# أكي كوتابي
أكي كوتابي (بالإنجليزية: Akie Kotabe)‏ هو ممثل أمريكي، ولد في 18 يوليو 1980 بلانسنغ في الولايات المتحدة.

## أعمال

### أفلام
- (2014) الشبح المجند[4]
- (2016) جيسون بورن[5][6]

### مسلسلات
- رجال ماد
- شبح هامس

## وصلات خارجية
- أكي كوتابي على موقع IMDb (الإنجليزية)
- أكي كوتابي على موقع ألو سيني (الفرنسية)
- أكي كوتابي على موقع أول موفي (الإنجليزية)
- أكي كوتابي على موقع قاعدة بيانات الفيلم (الإنجليزية)
- أكي كوتابي على موقع كينوبويسك (الروسية)